# Сан-Джоаккино-ай-Прати-ди-Кастелло (титулярная церковь)
Титулярная церковь Сан-Джоаккино-ай-Прати-ди-Кастелло (лат. Titulus Sancti Ioachimi) — титулярная церковь была создана Папой Иоанном XXIII 12 марта 1960 года апостольской конституцией Ad Romanorum Pontificum. Титулярная церковь принадлежит церкви Сант-Андреа-делла-Валле, расположенной в районе Рима Прати, на виа Помпео Маньо, выходящей на пьяцца деи Кирити.

## Список кардиналов-священников титулярной церкви Сан-Джоаккино-ай-Прати-ди-Кастелло
- Бернардус Йоханнес Алфринк — (31 марта 1960 — 16 декабря 1987, до смерти);
- Микеле Джордано — (28 июня 1988 — 2 декабря 2010, до смерти);
- Леопольдо Хосе Бренес Солорсано — (22 февраля 2014 — по настоящее время).